# Danh sách loài linh trưởng theo số lượng
Đây là một danh sách các loài linh trưởng theo số lượng toàn cầu.

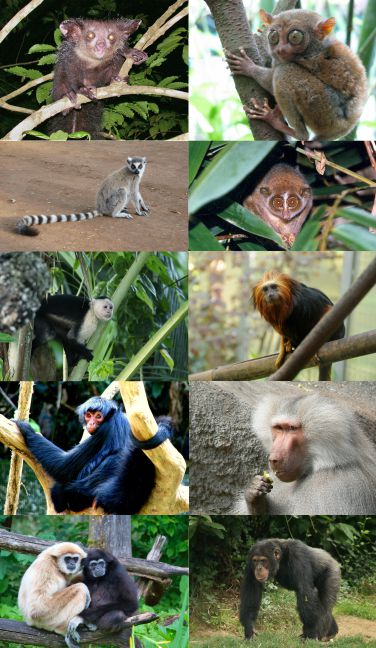
Một vài Họ Linh trưởng, từ trên xuống dưới: Daubentoniidae, Tarsiidae, Lemuridae, Lorisidae, Cebidae, Callitrichidae, Atelidae, Cercopithecidae, Hylobatidae, Hominidae

## Danh sách
Danh sách này không phải là toàn diện, không phải tất cả các loài linh trưởng có số lượng chính xác.
| Tên thông thường                 | Tên khoa học                 | Số lượng          | Tình trạng | Xu hướng | Ghi chú | Hình ảnh |
| -------------------------------- | ---------------------------- | ----------------- | ---------- | -------- | --- | -------- |
| Vượn mào đen Hải Nam             | Nomascus hainanus            | 20                | CR         | [ 1 ]    | Số lượng ước tính hơn 2000 vào cuối năm 1950.                                                                       |          |
| Vượn mào đen phương Đông         | Nomascus nasutus             | 35 – 37           | CR         | [ 2 ]    | Trước đây được cho là có thể bị tuyệt chủng. Số lượng có thể cao hơn.                                               |          |
| Vượn cáo tre lớn                 | Prolemur simus               | 100 – 160         | CR         | Giảm     | |          |
| Khỉ thầy tu vàng                 | Cebus flavius                | 180               | CR         | [ 4 ]    | Ước tính chỉ cá thể trưởng thành.                                                                                   |          |
|                                  | Presbytis chrysomelas        | 200 – 500         | CR         | [ 5 ]    | |          |
|                                  | Propithecus perrieri         | 230               | CR         | [ 6 ]    | Một trong hai mươi lăm loài linh trưởng bị đe dọa nhất.                                                             |          |
|                                  | Propithecus candidus         | 250               | EN         | [ 7 ]    | Ước tính được cho là tối đa.                                                                                        |          |
| Cà đác                           | Rhinopithecus avunculus      | 250               | CR         | [ 8 ]    | |          |
|                                  | Callicebus barbarabrownae    | 260               | CR         | [ 9 ]    | Ước tính tối thiểu.                                                                                                 |          |
| Voọc mũi hếch Myanmar            | Rhinopithecus strykeri       | 260 – 330         | CR         | [ 10 ]   | |          |
| Khỉ sư tử mặt đen Tamarin        | Leontopithecus caissara      | 400               | CR         | [ 11 ]   | Ước tính tối đa. |          |
| Voọc xám Kashmir                 | Semnopithecus ajax           | 500               | EN         | [ 12 ]   | Ước tính tối đa; 250 cá thể trưởng thành.                                                                           |          |
|                                  | Callicebus coimbrai          | 500 – 1000        | EN         | [ 13 ]   | |          |
| Chà vá chân xám                  | Pygathrix cinerea            | 550 – 700         | CR         | [ 14 ]   | |          |
| Khỉ Arunachal                    | Macaca munzala               | 569               | EN         | [ 15 ]   | Một nguồi cho ước tính tối thiểu là 569.                                                                            |          |
| Voọc mũi hếch xám                | Rhinopithecus brelichi       | 750               | EN         | [ 16 ]   | |          |
| Voọc Cát Bà                      | Trachypithecus poliocephalus | 764 – 864         | CR         | [ 17 ]   | |          |
|                                  | Brachyteles hypoxanthus      | 855               | CR         | [ 18 ]   | Ước tính tối thiểu.                                                                                                 |          |
| Khỉ sư tử đen tamarin            | Leontopithecus chrysopygus   | 1000              | EN         | [ 19 ]   | |          |
| Khỉ sư tử vàng                   | Leontopithecus rosalia       | 1000              | EN         | [ 20 ]   | Ước tính tối thiểu; chỉ trong hoang dã. Thêm vào đó, có khoảng 450 con khỉ sư tử vàng ở 150 vườn thú trên thế giới. |          |
| Khỉ sông Tana                    | Cercocebus galeritus         | 1000 – 1200       | EN         | [ 22 ]   | |          |
| Kipunji                          | Rungwecebus kipunji          | 1117              | CR         | [ 23 ]   | |          |
| Khỉ Sanje                        | Cercocebus sanjei            | 1300              | EN         | [ 24 ]   | Ước tính có khả năng là tối đa.                                                                                     |          |
|                                  | Brachyteles arachnoides      | 1300              | EN         | [ 25 ]   | |          |
| Vượn đen tuyền tây bắc           | Nomascus concolor            | 1300 – 2000       | CR         | [ 26 ]   | |          |
| Vượn cáo lùn đảo Siau            | Tarsius tumpara              | 1358 – 12 470     | CR         | [ 27 ]   | Một trong 25 loài linh trưởng bị đe dọa nhất trên thế giới.                                                         |          |
| Cu li thon lông đỏ               | Loris tardigradus            | 1500              | EN         | [ 28 ]   | |          |
| Vươn cáo lùn Sangihe             | Tarsius sangirensis          | 1505 – 2795       | EN         | [ 29 ]   | Ước tính số lượng được coi là không thuyết phục.                                                                    |          |
| Khỉ đỏ colobus Zanzibar          | Procolobus kirkii            | 2000              | EN         | [ 30 ]   | Ước tính tối đa. |          |
| Voọc mũi hếch đen                | Rhinopithecus bieti          | 2000              | EN         | [ 31 ]   | Ước tính tối đa; ít hơn 1000 cá thể trưởng thành.                                                                   |          |
| Khỉ đảo Pagai                    | Macaca pagensis              | 2100 – 3700       | CR         | [ 32 ]   | Số lượng 15 000 vào năm 1980.                                                                                       |          |
|                                  | Presbytis comata             | 2285 – 2500       | EN         | [ 33 ]   | |          |
| Vượn cáo tre Lac Alaotra         | Hapalemur alaotrensis        | 2500              | CR         | [ 34 ]   | Ước tính là năm 2002 và sự suy giảm trên 50% dưới mỗi mười năm.                                                     |          |
| Khỉ Moor                         | Macaca maura                 | 3000 – 5000       | EN         | [ 35 ]   | |          |
| Khỉ đuôi sư tử                   | Macaca silenus               | 4000              | EN         | [ 36 ]   | Estimate is a maximum.                                                                                              |          |
| Vượn ánh bạc                     | Hylobates moloch             | 4000 – 4500       | EN         | [ 37 ]   | |          |
| Voọc vàng Gee                    | Trachypithecus geei          | 5500              | EN         | [ 38 ]   | Ước tính tối đa; cá thể trưởng thành thứ ít hơn 2500.                                                               |          |
| Khỉ đột phía đông                | Gorilla beringei             | 5880              | EN         | [ 39 ]   | Khoảng 5000 khỉ đột đồng bằng phía đông (G. b. graueri) và 880 khỉ đột núi (G. b. beringei).                        |          |
| Vượn cáo tre vàng                | Hapalemur aureus             | 5916              | EN         | [ 41 ]   | Số lương thực sự ít hơn 75% ước tính này.                                                                           |          |
|                                  | Saguinus oedipus             | 6000              | EN         | [ 42 ]   | Số lương cá thể trưởng thành là 2000.                                                                               |          |
|                                  | Propithecus tattersalli      | 6000 – 10 000     | EN         | [ 43 ]   | |          |
| Khỉ sư tử đầu vàng tamarin       | Leontopithecus chrysomelas   | 6000 – 15 000     | EN         | [ 44 ]   | |          |
| Voọc đuôi lợn                    | Simias concolor              | 6700 – 17 300     | EN         | [ 45 ]   | Giảm so với ước tính 26 000 vào năm 1980.                                                                           |          |
| Vượn cáo đầu xám                 | Eulemur cinereiceps          | 7265              | EN         | [ 46 ]   | Ước tính số lượng tối đa là 7265 +/- 2,268.                                                                         |          |
| Đười ươi Sumatra                 | Pongo abelii                 | 7300              | CR         | [ 47 ]   | |          |
| Vượn cáo chuột Berthe            | Microcebus berthae           | 8000              | EN         | [ 48 ]   | Estimate is a maximum.                                                                                              |          |
| Voọc Mã Lai Natuna               | Presbytis natunae            | 10 000            | VU         | [ 49 ]   | |          |
|                                  | Callibella humilis           | 10 000            | VU         | [ 50 ]   | |          |
| Khỉ Barbary                      | Macaca sylvanus              | 15 000            | EN         | [ 51 ]   | Số lượng có thể được đánh giá thấp.                                                                                 |          |
| Khỉ đỏ colobus Uzungwa           | Procolobus gordonorum        | 15 400            | EN         | [ 52 ]   | Số lượng có thể được đánh giá cao.                                                                                  |          |
| Vượn cáo chuột khổng lồ phía nam | Mirza zaza                   | 16 500 – 177 500  | VU         | [ 53 ]   | |          |
| Khỉ Siberut                      | Macaca siberu                | 17 000 – 30 000   | VU         | [ 54 ]   | Số lượng 39 000 vào năm 1980.                                                                                       |          |
|                                  | Trachypithecus johnii        | 20 000            | VU         | [ 55 ]   | Ước tính tối đa; cá thể trưởng thành thứ ít hơn 10 000.                                                             |          |
|                                  | Cercopithecus erythrotis     | 20 000            | VU         | [ 56 ]   | Ước tính tối thiểu.                                                                                                 |          |
| Vượn Kloss                       | Hylobates klossii            | 20 000 – 25 000   | EN         | [ 57 ]   | |          |
| Tinh tinh lùn                    | Pan paniscus                 | 29 500 – 50 000   | EN         | [ 58 ]   | Số lương có thể bi đánh giá thấp.                                                                                   |          |
|                                  | Presbytis potenziani         | 36 000            | EN         | [ 59 ]   | Ước tính tối đa. |          |
| Đười ươi Borneo                  | Pongo pygmaeus               | 45 000 – 69 000   | EN         | [ 60 ]   | |          |
| Khỉ đột phía tây                 | Gorilla gorilla              | 95 000            | CR         | [ 61 ]   | Con số này được coi là một đánh giá quá cao.                                                                        |          |
| Tinh tinh thông thường           | Pan troglodytes              | 172 700 – 299 700 | EN         | [ 62 ]   | |          |
| Gelada                           | Theropithecus gelada         | 200 000           | LC         | [ 63 ]   | |          |
| Vượn Müller đảo Borneo           | Hylobates muelleri           | 250 000 – 375 000 | EN         | [ 64 ]   | |          |
| Người                            | Homo sapiens                 | 7 000 000 000     | LC         | [ 66 ]   | |          |